# George Spauwen
George Hubert Arnold Spauwen (Amby, 26 oktober 1909 – Brunssum, 20 september 1979) was een Nederlands burgemeester.
Hij werd geboren als zoon van Arnoldus Hubertus Spauwen (1880-1934) en Maria Gertrudis Elise Urlings (1883-1976). Hij was in 1933 afgestudeerd in de rechten aan de Katholieke Universiteit Nijmegen en was daarna advocaat in Maastricht. In 1944 was hij enige tijd waarnemend burgemeester van Gronsveld en in november 1946 werd hij burgemeester van de gemeenten Amby en Bemelen. In 1970 ging Amby op in de gemeente Maastricht. In februari 1973 werd hem ontslag verleend als burgemeester van Bemelen en in 1979 overleed Spauwen op 69-jarige leeftijd. Mr. G.H.A. Spauwen was de vader van schrijver Arnold Spauwen (1946-2013).